# ヤプーズ計画
『ヤプーズ計画』（ヤプーズけいかく）は、1987年12月16日に発売されたヤプーズの1枚目のオリジナル・アルバム。テイチク「BAiDiS」レーベルより発売。アルファレコードからテイチクに移籍し、本作から戸川純個人名義ではなく、バンドとして「ヤプーズ」名義が主となる。

## 概要
- 収録曲の作曲を、戸川以外のメンバー5人が2曲ずつ担当している。
- 2009年発売の、戸川の芸能生活30周年記念ボックス・セット『TEICHIKU WORKS JUN TOGAWA〜30TH ANNIVERSARY〜』（6SHM-CD＋3DVD9枚組BOX）Disc.1に、同年にリマスタリングされた音源と、オリジナルの10曲＋「バーバラセクサロイド（シングル・ヴァージョン）」「セシル・カット」を追加し、13曲で収録、紙ジャケット仕様で復刻された。
- 2012年には、本作を含む『昭和享年』、DVD『ヤプーズ計画 LIVE&CLIP』、『東口DVD』の4作品が、2009年のBOX『TEICHIKU WORKS JUN TOGAWA〜30TH ANNIVERSARY〜』から、SHM-CD/紙ジャケット仕様そのままに、新たに椎名宗之（ルーフトップ編集局長）による4作品のトータル解説を各作品に封入し、単体で再発売された。

## 収録曲
1. バーバラ・セクサロイド
  - 作詞：戸川純／作曲：吉川洋一郎

ヤプーズのイメージソングにするつもりで作られた[1]。
未表記だが、シングルとは別テイクのアルバム・バージョンで収録。
2. キスを
  - 作詞：戸川純／作曲：泉水敏郎

本アルバムのレコーディングで最後に作られた曲[2]。
3. 肉屋のように
  - 作詞：戸川純／作曲：中原信雄

タイトルは「肉屋のフリッツ」ことドイツの連続殺人犯、フリッツ・ハールマンからの連想で付けられた[3]。歌詞はハールマンの事件とは関係なく、極端な恋愛感情を歌っている[3]。
戸川は当初タイトルについて「お肉屋さんに怒られるかな」と思ったが、怒られるどころか、逆に肉屋からファンレターが来るという[3]。
4. Daddy the Heaven
  - 作詞：高橋修 (フォックス) ／作曲：比賀江隆男
5. ラブ・クローン
  - 作詞：戸川純／作曲：泉水敏郎

当初の歌詞は当時のジャパンバッシングをテーマにしたもので、曲名は「ジャップカー」だったが、社会的なことは歌いたくないとクローンの歌に変えた[4]。
歌詞の「電送機」は映画『ハエ男の恐怖』『ザ・フライ』のイメージで、手塚治虫からの影響はない[5]。
6. コレクター
  - 作詞：戸川純／作曲：小滝満

タイトルは映画『コレクター』からの引用[6]。
7. 労働慰安唱歌
  - 作詞：戸川純／作曲：中原信雄

貧しい人の労働をテーマにしている[7]。
元の詞ではモンゴルの地名が入っていたが、「国を特定して貧しいと言ってはいけない」と指摘されたため、国名は伏せた[7]。
曲先だが、コードだけでメロディがなかった[7]。
歌詞に石川啄木「一握の砂」からの引用が含まれる[7]。
最後の「労民は寓話と〜」の部分は、元々は「貧民は〜」で、レコード会社に指摘され修正した[7]。
8. ロリータ108号
  - 作詞：戸川純／作曲：吉川洋一郎

父親に自爆装置を埋め込まれて改造され、処女喪失ができない少女の歌詞[8]。
ガールズバンド「ロリータ18号」は戸川純のファンと公言しており、バンド名の由来になった曲。
9. 宇宙士官候補生
  - 作詞：泉水敏郎／作曲：小滝満

メンバーの泉水敏郎が作詞したいということで、この歌詞になったが、「ロボトミーへようこそ」というタイトルで戸川が作詞した歌詞もあった[9]。
10. 素敵な時間
  - 作詞：泉水敏郎／作曲：比賀江隆男

## クレジット
- プロデュース：ヤプーズ
- メンバー
  - 戸川純：VOCAL
  - 泉水敏郎：DRUMS
  - 中原信雄：BASS, SYNTHESIZER
  - 比賀江隆男：GUITARS, SYNTHESIZER
  - 小滝満：SYNTHESIZER
  - 吉川洋一郎：SYNTHESIZER

## 発売形態
| 形態   | 発売日         | 品番       | 発売元                     | 備考 |
| ------ | -------------- | ---------- | -------------------------- | --- |
| LP     | 1987年12月16日 | 28BA-6     | テイチク/BAiDiS            | オリジナル発売日。帯が元々添付されていない、帯代わりのステッカー（シール）がシュリンクに貼付されている。 |
| CT     | 1987年12月16日 | 28TB-6     | テイチク/BAiDiS            | |
| CD     | 1987年12月16日 | 30CH-276   | テイチク/BAiDiS            | 【CD同時発売】 |
| CD     | 1995年11月22日 | TECN-15319 | テイチク/BAiDiS            | 【CD再発】廉価盤（Q盤、CD選書シリーズ）／歌詞カード簡略化。 |
| SHM-CD | 2009年07月22日 | TECS-24411 | テイチクエンタテインメント | 【CD BOX】6SHM＋3DVD9枚組BOX SET『TEICHIKU WORKS JUN TOGAWA〜30TH ANNIVERSARY〜』のDisc.1として。単独販売なし。2009年リマスタリング/紙ジャケット仕様。10曲＋ボーナストラック2曲追加収録。LP帯代わりのステッカー（シール）は再現されていない。 |
| SHM-CD | 2012年10月24日 | TECH-25316 | テイチクエンタテインメント | 【CD再発】2009年BOX SETの単体化。2009年リマスタリング/紙ジャケット仕様。10曲＋ボーナストラック2曲追加収録。LP帯代わりのステッカー（シール）は再現されていない。新たに2012年椎名宗之による4作品トータル解説が各作品封入。                      |